# Бульвар (фільм)
«Бульвар» (фр. Boulevard) — американський фільм-драма режисера Діто Монтієля з Робіном Вільямсом у головній ролі. Прем'єра фільму відбулася на кінофестивалі Трайбека 20 квітня 2014 року.

## Сюжет
60-річний Нолан Мак (Робін Вільямс) 26 років пропрацював банківським клерком. Його життя нудне і одноманітне: звичайна робота, шлюб без любові і таємниця, що мучила чоловіка роками: він — гомосексуал, який не наважується признатися собі в цьому. Нолан намагається вирватися з полону свого сумовитого існування і, нарешті, знайти себе. Та, якось він випадково зустрічає на вулиці молодого хлопця на ім'я Лео (Роберто Агуайр), і ця зустріч міняє долі обох.

## В ролях
| Актор(ка)        |   | Роль      |
| ---------------- | - | --------- |
| Робін Вільямс    | … | Нолан Мак |
| Боб Оденкерк     | … | Вінстон   |
| Кеті Бейкер      | … | Джой      |
| Джиллз Меттхі    | … | Едді      |
| Елеанор Гендрікс | … | Петті     |
| Роберто Агуайр   | … | Лео       |
| Дж. Карен Томас  | … | Кет       |
| Брендон Гірш     | … | Бред      |
| Кертіс Гордон    | … | Джон      |
| Лондон Маршал    | … | Марк      |

## Прем'єри та релізи
Вихід фільму на екрани США заплановано на 10 липня 2015 року. Стрічка демонструвалася на екранах кінофестивалю «Фреймланм» (Сан-Франциско), кінофестивалю ЛГБТ-фільмів у Маямі, кінофестивалю у Монклері (Нью-Джерсі, США) та Міжнародного кінофестивалю у Сієтлі.